# Pável Chichágov
Pável Vasílievich Chichágov o Tchichagov (8 de julio de 1767-20 de agosto de 1849) fue un comandante militar y naval ruso durante las guerras napoleónicas.
Había nacido en 1767 en San Petersburgo, hijo del almirante Vasili Chichágov y su esposa inglesa. A la edad de 12 años se enlistó en la Guardia. En 1782 sirvió en una campaña en el Mediterráneo como ayudante de su padre. Recibió una distinción por su desempeño en la guerra ruso-sueca de 1788-1790, donde comandó el Rostislav  y recibió la Orden de San Jorge de cuarta clase y una espada dorada con la inscripción "Al Coraje".
Luego de la guerra, estudió en Portsmouth en la Royal Naval Academy. Allí conoce a Elizabeth Proby, la hija de un comisionista en el puerto de Chatham, y se comprometen. Al regresar a Rusia en 1796, solicita permiso para casarse con ella pero Pablo I le responde que "existen suficientes novias en Rusia; no existe necesidad de buscar una en Inglaterra." Hubo a continuación algún incidente violento y Chichágov fue enviado a prisión. Pronto se lo perdona, y se le otorga el permiso para que se case con Elizabeth, y es ascendido a contraalmirante. En 1802, Alejandro I, el sucesor de Pablo I, asciende a Chichágov a Vicealmirante y lo designa miembro del Comité de Reorganización de la Marina. En 1807, fue ascendido a almirante y designado ministro de la Marina.
Chichágov renuncia y viaja por Europa en 1809-1811. Elizabeth fallece en 1811. En 1812, Alejandro I lo convoca y lo designa comandante general del Ejército del Danubio y gobernador general de Moldavia y Wallachia. Sin embargo, el Tratado de Bucarest de 1812 pone fin a la guerra ruso-turca cuando se hace cargo del mando del ejército. Participa en la campaña de 1812 contra Napoleón y se lo acusa de dejar que Napoleón se escape en el río Berézina en noviembre de 1812. En 1813, le es retirado el mando y se traslada a Francia. Nunca más regresa a Rusia. Se convierte en ciudadano del Reino Unido y pasa el resto de su vida en Francia e Italia. Fallece en 1849 en París.